# Minilimosina baculum
Minilimosina baculum är en tvåvingeart som beskrevs av Marshall 1985. Minilimosina baculum ingår i släktet Minilimosina och familjen hoppflugor. Arten har ej påträffats i Sverige. Inga underarter finns listade i Catalogue of Life.